# PECAM-1
PECAM-1 (англ. platelet/endothelial cell adhesion molecule 1), или CD31, — гликопротеин, мембранный белок из суперсемейства иммуноглобулинов, относится к классу молекул клеточной адгезии. Один из основных белков межклеточных контактов эндотелиальных клеток: одна клетка может содержать до 1 млн копий белка. Часто используется как маркёр эндотелия при иммуногистологическом анализе ткани. Обнаружен также в ме́ньших количествах на циркулирующих тромбоцитах, моноцитах, нейтрофилах и на некоторых типах Т-клеток. Он также относится к подгруппе белков с ингибиторным ITIM (immunoreceptor tyrosine-based inhibitory motif) участком. Всего известно 30 ITIM-содержащих белков.

## Структура и полиморфизм
Молекула белка состоит из 738 аминокислот, молекулярная масса — 82,5 кДа. Альтернативный сплайсинг приводит также к образованию 5 более коротких изоформ, которые экспрессируются лишь в некоторых тканях. Например, изоформа дельта-12 (в которой отсутствует 12-й экзон) синтезируется только в эндотелиальных клетках трахеи. Однако, последующее интенсивное гликозилирование приводит к образованию гликобелка с молекулярной массой около 130 кДа. Полный белок состоит из 6 иммуноглобулино-подобных доменов, 1 трансмембранного участка и 1 цитозольного фрагмента. Цитозольный фрагмент содержит 6 ITIM участков и 3 фосфорилируемых тирозинов.

## Функция
PECAM-1 участвует в трансэндотелиальной миграции лейкоцитов, ангиогенезе и активации интегринов.

### Механосенсорная функция
Кроме перечисленных функций PECAM-1 служит клеточным механосенсором. Дело в том, что в основном молекулы белка находятся в димерном состоянии благодаря гомофильным связям, причём молекула одной клетки взаимодействует с молекулой соседней клетки, образуя межклеточные контакты. При этом цитозольный фрагмент белка связан с актиновыми филаментами клетки. Механическое растяжение сосуда, например, при повышении кровотока, приводит в результате к растяжению двух взаимодействующих белков по отношению к внутриклеточному актиновому филаменту. Такая растяжка приводит к экспонированию тирозинов и их фосфорилированию тирозинкиназой, что запускает каскад соответствующего сигнального пути. Таким образом, клетка способна реагировать на изменение потока крови.